# Paul Jaeckel
Paul Jaeckel (Eisenhüttenstadt, 22 juli 1998) is een Duits voetballer die doorgaans speelt als centrale verdediger. In juli 2025 verruilde hij Union Berlin voor Preußen Münster.

## Clubcarrière
Jaeckel speelde in de jeugd van Energie Cottbus en kwam in 2014 in de opleiding van VfL Wolfsburg terecht. Zijn professionele debuut in de hoofdmacht maakte hij op 7 april 2018, toen met 0–2 gewonnen werd van SC Freiburg door twee doelpunten van Daniel Didavi. Jaeckel mocht van coach Bruno Labbadia in de basis starten en hij speelde de volledige negentig minuten mee. In de zomer van 2018 maakte Jaeckel de overstap naar Greuther Fürth, waar hij zijn handtekening zette onder een verbintenis voor de duur van drie seizoenen.
Na deze drie seizoenen werd Jaeckel transfervrij overgenomen door Union Berlin, waarmee hij weer op het hoogste niveau ging spelen. Hij ging van jaar tot jaar minder spelen tot hij in augustus 2024 verhuurd werd aan Eintracht Braunschweig. Jaeckel bleef na deze verhuurperiode actief in de 2. Bundesliga, want hij tekende in juli 2025 voor Preußen Münster.

## Clubstatistieken
| Seizoen | Club                     | Competitie    | Competitie | Competitie | Beker | Beker | Internationaal | Internationaal | Totaal | Totaal |
| Seizoen | Club                     | Competitie    | Wed.       | Dlp.       | Wed.  | Dlp.  | Wed.           | Dlp.           | Wed.   | Dlp.   |
| ------- | ------------------------ | ------------- | ---------- | ---------- | ----- | ----- | -------------- | -------------- | ------ | ------ |
| 2017/18 | VfL Wolfsburg            | Bundesliga    | 3          | 0          | 0     | 0     | —              | —              | 3      | 0      |
| 2018/19 | Greuther Fürth           | 2. Bundesliga | 22         | 0          | 0     | 0     | —              | —              | 22     | 0      |
| 2019/20 | Greuther Fürth           | 2. Bundesliga | 22         | 1          | 1     | 0     | —              | —              | 23     | 1      |
| 2020/21 | Greuther Fürth           | 2. Bundesliga | 23         | 1          | 2     | 0     | —              | —              | 25     | 1      |
| 2021/22 | Union Berlin             | Bundesliga    | 24         | 0          | 4     | 0     | 4              | 0              | 32     | 0      |
| 2022/23 | Union Berlin             | Bundesliga    | 16         | 1          | 2     | 0     | 3              | 0              | 21     | 1      |
| 2023/24 | Union Berlin             | Bundesliga    | 6          | 0          | 0     | 0     | 3              | 0              | 9      | 0      |
| 2024/25 | → Eintracht Braunschweig | 2. Bundesliga | 23         | 1          | 2     | 0     | —              | —              | 25     | 1      |
| 2025/26 | Preußen Münster          | 2. Bundesliga | 0          | 0          | 0     | 0     | —              | —              | 0      | 0      |
| Totaal  | Totaal                   | Totaal        | 139        | 4          | 11    | 0     | 10             | 0              | 160    | 4      |

Bijgewerkt op 20 juli 2025.